# Alessandro Etolo
Alessandro Etolo, figlio di Satiro (in greco antico: Ἀλέξανδρος Αἰτωλός?, Alèxandros Aitōlòs; Pleurone, 320 a.C. circa – dopo il 240 a.C.), è stato uno scrittore greco antico attivo nella prima metà del III secolo a.C. Fiorì nel 280 a.C.

## Biografia
Nato a Pleurone, in Etolia, svolse la sua attività in due importanti centri ellenistici: prima ad Alessandria d'Egitto, alla corte di Tolomeo II Filadelfo e poi a Pella, presso Antigono Gonata, insieme ad Arato di Soli ed Antagora. Ad Alessandria lavorò anche da filologo per la Biblioteca, con l'incarico di organizzare e ordinare i testi delle tragedie e le opere di satira esistenti. Fu autore egli stesso di tragedie, ma anche di drammi satireschi, epigrammi, epilli, carmi licenziosi e componimenti elegiaci. Tutte le liste note del Canone alessandrino lo includono tra i sette autori della Pleiade alessandrina, cioè tra i maggiori autori tragici del suo tempo.

## Opere
Resta molto poco della produzione letteraria di Alessandro. 
Abbiamo il titolo di un dramma satiresco (I giocatori di astragali), due epigrammi, frammenti di epilli e, soprattutto, frammenti consistenti di due opere elegiache: l'Apollo e le Muse.
Ambedue le opere appaiono composizioni raffinate che superano i tradizionali confini tra generi letterari. Nell'Apollo le vicende narrate, che sono presentate come predizioni fatte dal dio, fondono il contenuto mitico con elementi tipici della favola milesia. Le Muse sono una raccolta di componimenti in cui, narrando episodi relativi a poeti, Alessandro introduce nel genere elegiaco la sua competenza di filologo e critico letterario. 
Inoltre sono giunti frammenti anche di tre epilli: Ἁλιεὺς (Marinaio) Kirka o Krika, già dubbio nell'antichitá, e Elena.
I suoi Cinedi, detti anche Poemi ionici (Ἰωνικὰ ποιήματα) sono menzionati da Strabone ed Ateneo.